# 浄運寺 (たつの市)
清涼山浄運寺（じょううんじ）は、兵庫県たつの市御津町室津にある浄土宗の寺院。知恩院の末寺。法然上人霊跡の一つ。遊女の元祖とされる友君、また『お夏清十郎』ゆかりの寺としても知られている。

## 歴史
1185年（文治元年）、法然の弟子・信寂が開基。播磨国の教化の道すがら、室津の長者十川氏の帰依を受け建立したと伝えられている。元来は西方寺と呼ばれていたが、慶長年間に浄運寺と改称された。
1207年（建永2年）、京都より讃岐国へ配流される法然が室津に立ち寄り、遊女・友君へ説法したとされ、以来当寺は法然の遊女教化を伝える霊跡となっている。

### 遊女・友君

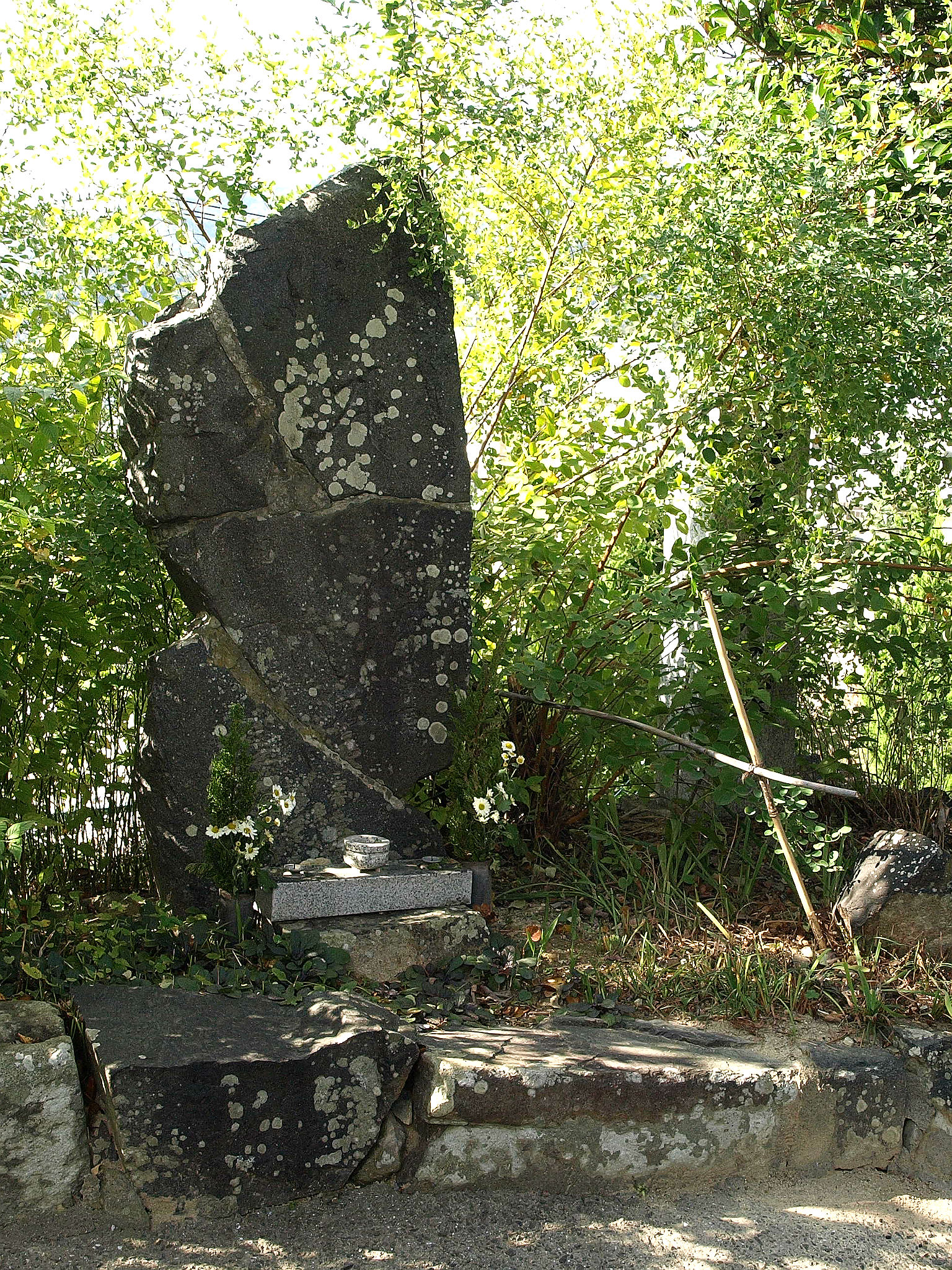
遊女友君の塚

かつて西海路の港として賑わっていた室津には、他の港町同様旅人のための遊廓があり、「室の君」と呼ばれた遊女の長は容姿・品格・芸技に抜きん出ていたため数々の伝承が残されている。以下に、その一人であった友君についての伝承を記述する。
友君は本名を「ふき」と言い、木曽義仲の第3夫人 で、京都では山吹御前と呼ばれていた。その後義仲の討死により播磨国へ逃れた彼女は、途中の室津で身ごもっていた子供を死産。供養のため当地に留まり遊女 となった。
遊女・友君となったふきは琴を弾き、踊りを舞い、今様を謡って船旅の客を接待したが、心付けを受け取ることは決してなかった。ただし、亡子と義仲の菩提を弔っていることを知った客人より「花代」「線香代」として差し出されたお金については有難く受け取った。
そして1207年（建永2年）、法然が潮待ちで当地に立ち寄った際、友君は小舟をこぎ出し、自らの遊女としての将来に対する不安を打ち明ける。法然は「罪は決して軽いものではない。早く他に生きる道を見つけなさい。もし良い案が浮かばないのならば、ひたすら念仏を唱えなさい。阿弥陀如来は罪深い者こそ救って下さる」との教えを請う。その説法に感激した彼女は法然より得度を受け、当寺へ出家した。のちに赦免となった法然が京都への帰路室津に立ち寄り友君のことを尋ねると、彼女はその後、一筋に念仏を唱え往生したとのことである。

## 境内
- 本堂

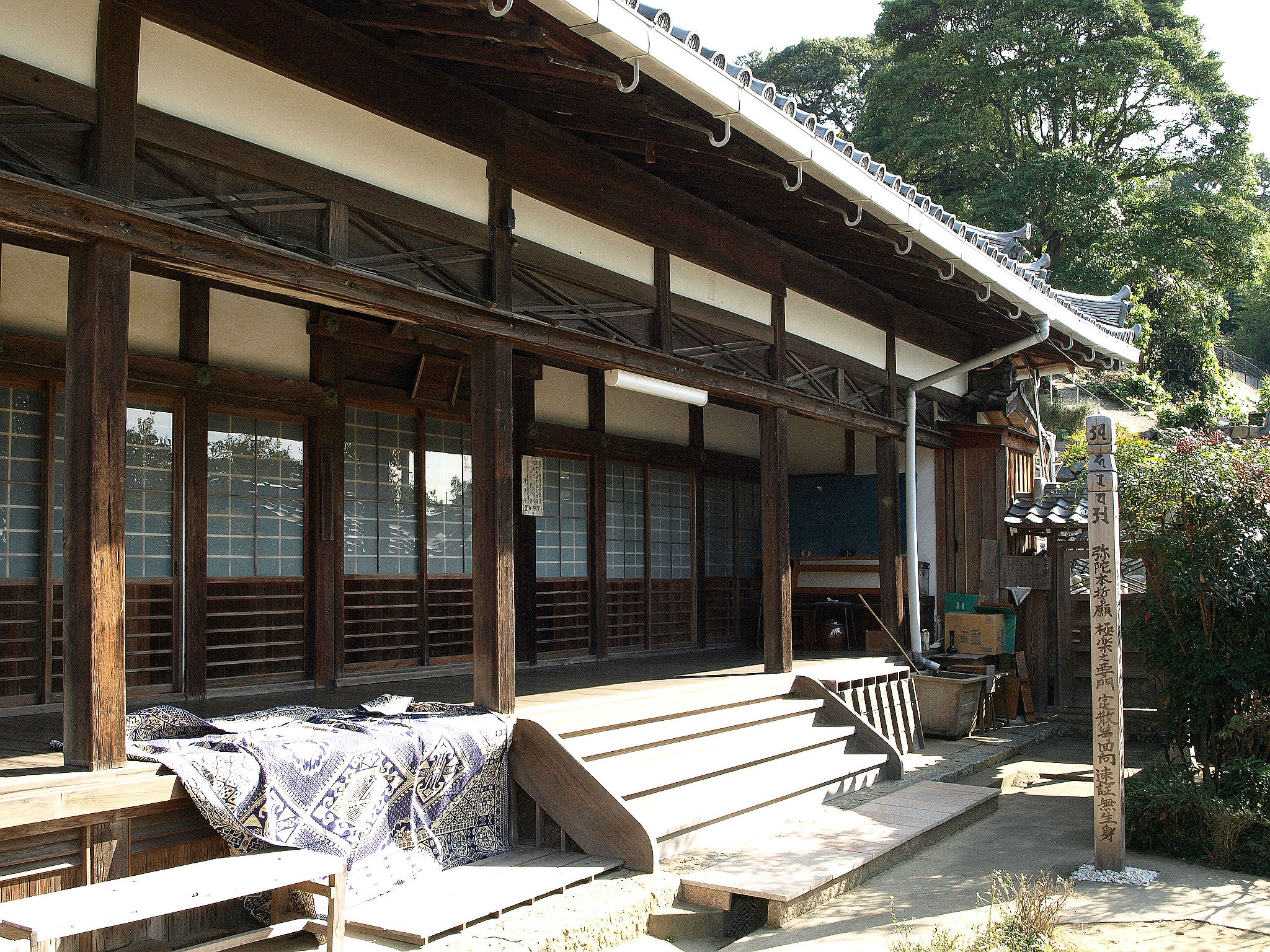
本堂

  - 阿弥陀如来立像 - 当寺の本尊。運慶の作と伝えられている[4]。
  - 多宝如来坐像 - 元は賀茂神社の旧仏。明治の神仏分離（神仏判然令）により当寺へ移された[4]。
  - 友君坐像 - 合掌する尼僧姿の友君の坐像[4]。
  - お夏の木像 - 『お夏清十郎』ゆかりの像。恋仲となった清十郎の生家跡が室津にある[2]。
- 遊女友君の塚 - 西門前に建つ石碑。1339年（暦応2年）建立と伝えられている[5]。

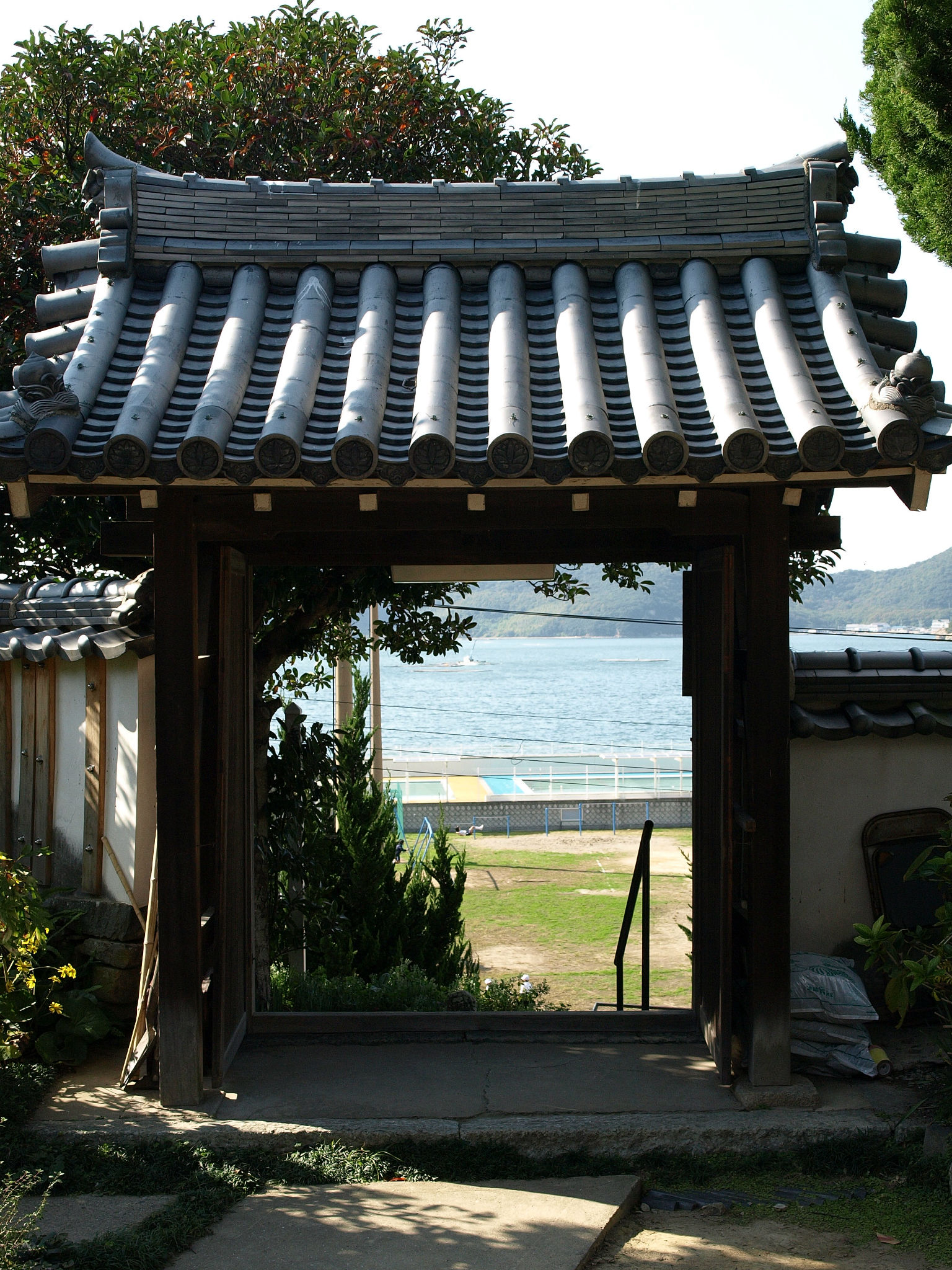
西門より海を望む

## 交通アクセス
- 神姫バス「室津」バス停下車　徒歩約10分　※山陽網干駅より大浦行き乗車